# Barghe
Barghe är en ort och kommun i provinsen Brescia i regionen Lombardiet i Italien. Kommunen hade 1 176 invånare (2018).